# Парагвайсько-тайванські відносини
Парагвайсько-тайванські відносини — відносини між Республікою Парагвай та Китайською республікою, були встановлені 8 липня 1957 року. Парагвай одна з 15 країн та єдина в Південній Америці країна, яка має дипломатичні відносини з Китайською республікою. З 1999 року Парагвай має посольство в Тайбеї. Тайвань у свою чергу має посольство в Асунсьйоні та генеральне консульство в Сьюдад-дель-Есті (на різних кінцях країни). Китайська республіка друга країна в Азії, після Японії, що має відносини з Парагваєм.

## Історія

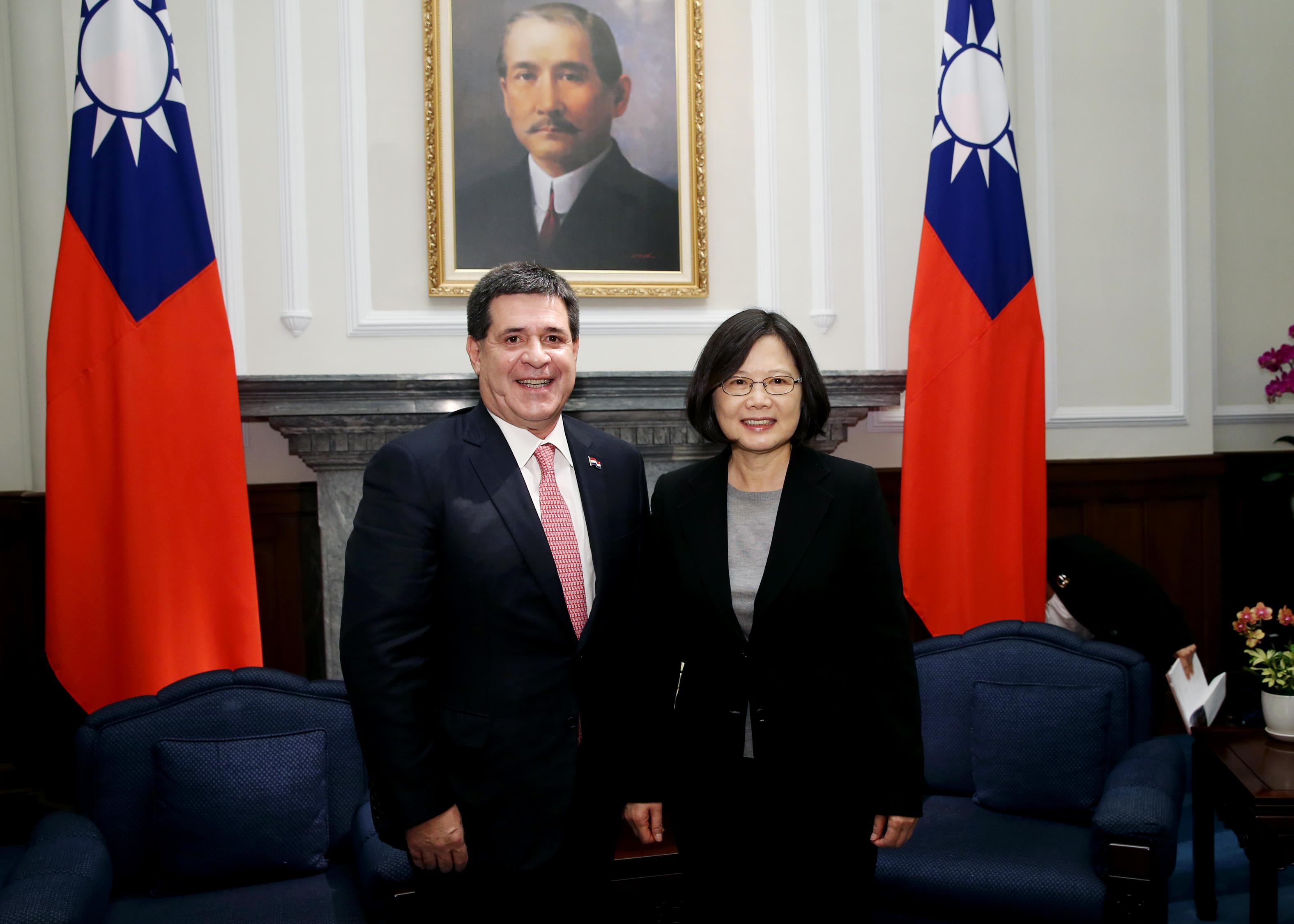
Колишній президент Парагваю Орасіо Картес й президент Китайської республіки Цай Інвень в Тайбеї.

Уряди Парагваю та Китайської республіки встановили дипломатичні відносини 8 липня 1957 року. У наступні десятиліття обидві сторони підписали Угоду про культуру (1961), договір про дружбу (1968) та угоди з туризму та інвестицій (1975).
Традиційно парагвайські дипломати ООН регулярно виносять на сесіях генеральної асамблеї пропозиції повернути Китайську республіку в ООН. Однак восени 2008 року нещодавно обраний президент Парагваю Фернандо Луго (чию інавгурацію за кілька днів до цього відвідав президент Китайської республіки Ма Інцзю) оголосив, що його країна не виноситиме таку пропозицію на 63-й щорічній сесії генеральної асамблеї.